# Crow (groupe australien)
Pour les articles homonymes, voir Crow.
Crow est un groupe de rock indépendant australien, originaire de Sydney. Il est essentiellement connu pour trois albums sortis dans les années 1990. Malgré un accueil souvent enthousiaste de la critique, notamment une nomination au prix du meilleur album de 1993 par ARIA Charts pour Railhead, le groupe n'a jamais connu de succès commercial important. Formé en 1986 par Peter Fenton et Peter Archer, Crow a toutefois conservé dans son pays d'origine une solide base de fans, et ce en dépit de sa mise en sommeil depuis 1999. En juin 2007, le groupe recommence à jouer de façon informelle.

## Biographie

### Débuts
Le groupe est formé en 1988. Il comprend initialement les frères Peter (guitare, chant) et John (batterie), le bassiste Jim Woff et le guitariste Peter Archer. Crow est particulièrement imrpévisible. Le bassiste et membre fondateur Paul Gormack, quitte le groupe juste avant l'enregistrement d'un premier album. Crow enregistre son premier album, My Kind of Pain, à Chicago en 1992 avec Steve Albini (Big Black) comme producteur. Il est par la suite remixé par Tim Whitten avant sa sortie. Pendant cette période, Crow tourne et joue avec plusieurs groupes comme Straitjacket Fits, Pavement, Sebadoh et The Verlaines.
Ils sortent un autre album au label Half a Cow, intitulé Helicon Days en 1994. Le groupe signe ensuite à un plus grand label, RooArt, auquel il publie son deuxième album, Li-Lo-ing, en 1995. Il fait participer Warren Ellis (Dirty Three) et Chris Abrahams (The Necks). Richard Andrew (Underground Lovers, Registered Nurse) remplace ensuite Andy Marks à la batterie. S'ensuit une longue tournée avec Jeff Buckley. En 1998, Juice Magazine qualifie Crow de meilleur groupe australien depuis The Birthday Party.
Peter Archer emménage plus tard à Melbourne en 1996 pour construire une famille et poursuivre ses intérêts musicaux avec le groupe Odette, laissant Crow dépourvu de l'un de ses créateurs. Avec l'ajout de Chris Abrahams et Michael Christie aux claviers, le style musical du groupe évolue comme en témoigne la sortie de Play With Love en 1998. Mais l'album n'atteint pas les ventes escomptés par son label, BMG. Peter Fenton continue en solo publiant l'album In the Lovers Arms en 2004.

### Retour
Au début de 2007, le groupe répète pendant un concert au Cad Factory de Marrickville (Sydney). Pendant cette performance, Peter Fenton indique que ce n'est que les prémices d'un retour. Le nouveau groupe dans l'ancien batteur Andy Marks, the Child Detectives, est formé avant la performance de Crow.
En août 2008, Crow joue avec le groupe local Hoss. 
En 2010 sort l'album Arcane. Il fait participe les quatre premiers membres du groupe, Peter Archer (guitare, chant), Peter Fenton (guitare, chant), Jim Woff (basse) et John Fenton (batterie). Arcane est le premier album du groupe depuis My Kind of Pain produit par Steve Albini en 1993 ; il est publié en juin 2010 au label Nonzero Records. Mixé par Jim Moginie de Midnight Oil aux Oceanic Studios, l'album est bien accueilli par la presse spécialisée.